# Georgina Póta
Georgina Póta, née le 13 janvier 1985 à Budapest, est une pongiste hongroise.
Son meilleur classement mondial est n°14 en janvier 2015. Elle a participé aux Jeux olympiques d'été de 2008 et à ceux de 2012.
Elle a remporté l'Open du Brésil ITTF en double en 2005, ainsi que le championnat d'Europe par équipe en 2007 et le championnat d'Europe en double en 2008 associée à Krisztina Tóth. Elle remporte l'Open de Belgique ITTF en simple en 2014.
Elle évolue dans le championnat allemand dans le club du TTC Berlin Eastside, avec lequel elle a remporté la coupe nationale et la Ligue des Champions ETTU. Elle a été nommée pongiste de l'année en Hongrie en 2004, 2012 et 2013.